# Liste des matchs de l'équipe de Sao Tomé-et-Principe de football par adversaire
Cette liste présente les matchs de l'équipe de Sao Tomé-et-Principe de football par adversaire rencontré.
- Haut – A
- B
- C
- D
- E
- F
- G
- H
- I
- J
- K
- L
- M
- N
- O
- P
- Q
- R
- S
- T
- U
- V
- W
- X
- Y
- Z

## A

### Angola

#### Confrontations
|   | Date            | Lieu                           | Match                         | Score | Compétition  |
| 1 | 27 juillet 1987 | São Tomé, Sao Tomé-et-Principe | Sao Tomé-et-Principe - Angola | 1-1   | Match amical |

#### Bilan
| Rang | Équipe               | Pts | J | G | N | P | Bp | Bc | Diff |
| ---- | -------------------- | --- | - | - | - | - | -- | -- | ---- |
| 1    | Angola               | 1   | 1 | 0 | 1 | 0 | 1  | 1  | 0    |
| 1    | Sao Tomé-et-Principe | 1   | 1 | 0 | 1 | 0 | 1  | 1  | 0    |

## C

### Congo

#### Confrontations
|   | Date             | Lieu                              | Match                        | Score | Compétition                                           |
| 1 | 7 juillet 1976   | Libreville, Gabon                 | Congo - Sao Tomé-et-Principe | 11-0  | Jeux d'Afrique centrale 1976 (Groupe A)               |
| 2 | 12 novembre 1999 | Libreville, Gabon                 | Congo - Sao Tomé-et-Principe | 1-0   | Coupe UNIFFAC des nations                             |
| 3 | 11 novembre 2011 | São Tomé, Sao Tomé-et-Principe    | Sao Tomé-et-Principe - Congo | 0-5   | Qualifications pour la Coupe du monde 2014 (1er tour) |
| 4 | 15 novembre 2011 | Pointe-Noire, République du Congo | Congo - Sao Tomé-et-Principe | 1-1   | Qualifications pour la Coupe du monde 2014 (1er tour) |

#### Bilan
| Rang | Équipe               | Pts | J | G | N | P | Bp | Bc | Diff |
| ---- | -------------------- | --- | - | - | - | - | -- | -- | ---- |
| 1    | Congo                | 10  | 4 | 3 | 1 | 0 | 18 | 1  | +17  |
| 2    | Sao Tomé-et-Principe | 1   | 4 | 0 | 1 | 3 | 1  | 18 | -17  |

## G

### Gabon

#### Confrontations
|   | Date             | Lieu                           | Match                        | Score | Compétition                                                       |
| 1 | 11 novembre 1999 | Libreville, Gabon              | Gabon - Sao Tomé-et-Principe | 1-0   | Coupe UNIFFAC des nations                                         |
| 2 | 2 juillet 2000   | Sao Tomé, Sao Tomé-et-Principe | Sao Tomé-et-Principe - Gabon | 1-1   | Qualification pour la Coupe d'Afrique des nations 2002 (1er tour) |
| 3 | 15 juillet 2000  | Libreville, Gabon              | Gabon - Sao Tomé-et-Principe | 4-1   | Qualification pour la Coupe d'Afrique des nations 2002 (1er tour) |

#### Bilan
| Rang | Équipe               | Pts | J | G | N | P | Bp | Bc | Diff |
| ---- | -------------------- | --- | - | - | - | - | -- | -- | ---- |
| 1    | Gabon                | 7   | 3 | 2 | 1 | 0 | 6  | 2  | +4   |
| 2    | Sao Tomé-et-Principe | 1   | 3 | 0 | 1 | 2 | 2  | 6  | -4   |

### Ghana

#### Confrontations
|   | Date             | Lieu                           | Match                        | Score | Compétition                                                       |
| 1 | 18 novembre 2019 | São Tomé, Sao Tomé-et-Principe | Sao Tomé-et-Principe - Ghana | 0-1   | Qualification pour la Coupe d'Afrique des nations 2022 (Groupe C) |

#### Bilan
| Rang | Équipe               | Pts | J | G | N | P | Bp | Bc | Diff |
| ---- | -------------------- | --- | - | - | - | - | -- | -- | ---- |
| 1    | Ghana                | 3   | 1 | 1 | 0 | 0 | 1  | 0  | +1   |
| 2    | Sao Tomé-et-Principe | 0   | 1 | 0 | 0 | 1 | 0  | 1  | -1   |

### Guinée-Bissau

#### Confrontations
|   | Date              | Lieu                           | Match                                | Score | Compétition                                          |
| 1 | 25 juillet 1987   | São Tomé, Sao Tomé-et-Principe | Sao Tomé-et-Principe - Guinée-Bissau | 0-2   | Match amical                                         |
| 2 | 4 septembre 2019  | São Tomé, Sao Tomé-et-Principe | Sao Tomé-et-Principe - Guinée-Bissau | 0-1   | Qualification pour la Coupe du monde 2022 (1er tour) |
| 3 | 10 septembre 2019 | Bissau, Guinée-Bissau          | Guinée-Bissau - Sao Tomé-et-Principe | 2-1   | Qualification pour la Coupe du monde 2022 (1er tour) |

#### Bilan
| Rang | Équipe               | Pts | J | G | N | P | Bp | Bc | Diff |
| ---- | -------------------- | --- | - | - | - | - | -- | -- | ---- |
| 1    | Guinée-Bissau        | 9   | 3 | 3 | 0 | 0 | 5  | 1  | +4   |
| 2    | Sao Tomé-et-Principe | 0   | 3 | 0 | 0 | 3 | 1  | 5  | -4   |

### Guinée équatoriale

#### Confrontations
|   | Date             | Lieu                       | Match                                     | Score | Compétition               |
| 1 | 14 novembre 1999 | Libreville, Gabon          | Sao Tomé-et-Principe - Guinée équatoriale | 2-0   | Coupe UNIFFAC des nations |
| 1 | 12 novembre 2003 | Malabo, Guinée équatoriale | Guinée équatoriale - Sao Tomé-et-Principe | 3-1   | Match amical              |

#### Bilan
| Rang | Équipe               | Pts | J | G | N | P | Bp | Bc | Diff |
| ---- | -------------------- | --- | - | - | - | - | -- | -- | ---- |
| 1    | Guinée équatoriale   | 3   | 2 | 1 | 0 | 1 | 3  | 3  | 0    |
| 1    | Sao Tomé-et-Principe | 3   | 2 | 1 | 0 | 1 | 3  | 3  | 0    |

## O

### Ouganda

#### Confrontations
|   | Date         | Lieu             | Match                          | Score | Compétition  |
| 1 | 24 mars 2018 | Kampala, Ouganda | Ouganda - Sao Tomé-et-Principe | 3-1   | Match amical |

#### Bilan
| Rang | Équipe               | Pts | J | G | N | P | Bp | Bc | Diff |
| ---- | -------------------- | --- | - | - | - | - | -- | -- | ---- |
| 1    | Ouganda              | 3   | 1 | 1 | 0 | 0 | 3  | 1  | +2   |
| 2    | Sao Tomé-et-Principe | 0   | 1 | 0 | 0 | 1 | 1  | 3  | -2   |

## R

### République centrafricaine

#### Confrontations
|   | Date             | Lieu              | Match                                            | Score | Compétition                             |
| 1 | 10 juillet 1976  | Libreville, Gabon | République centrafricaine - Sao Tomé-et-Principe | 2-1   | Jeux d'Afrique centrale 1976 (Groupe A) |
| 2 | 13 novembre 1999 | Libreville, Gabon | République centrafricaine - Sao Tomé-et-Principe | 3-0   | Coupe UNIFFAC des nations               |

#### Bilan
| Rang | Équipe               | Pts | J | G | N | P | Bp | Bc | Diff |
| ---- | -------------------- | --- | - | - | - | - | -- | -- | ---- |
| 1    | Centrafrique         | 6   | 2 | 2 | 0 | 0 | 5  | 1  | +4   |
| 2    | Sao Tomé-et-Principe | 0   | 2 | 0 | 0 | 2 | 1  | 5  | -4   |

## S

### Sierra Leone

#### Confrontations
|   | Date            | Lieu      | Match                               | Score | Compétition                                                       |
| 1 | 8 avril 2000    | São Tomé, | Sao Tomé-et-Principe- Sierra Leone  | 2-0   | Qualification pour la Coupe du monde 2002 (1er tour)              |
| 2 | 22 avril 2000   | Freetown, | Sierra Leone - Sao Tomé-et-Principe | 4-0   | Qualification pour la Coupe du monde 2002 (1er tour)              |
| 3 | 29 février 2012 | São Tomé, | Sao Tomé-et-Principe - Sierra Leone | 2-1   | Qualification pour la Coupe d'Afrique des nations 2013 (1er tour) |
| 4 | 16 juin 2012    | Freetown, | Sierra Leone - Sao Tomé-et-Principe | 4-2   | Qualification pour la Coupe d'Afrique des nations 2013 (1er tour) |

#### Bilan
| Rang | Équipe               | Pts | J | G | N | P | Bp | Bc | Diff |
| ---- | -------------------- | --- | - | - | - | - | -- | -- | ---- |
| 1    | Sierra Leone         | 6   | 4 | 2 | 0 | 2 | 9  | 6  | +3   |
| 2    | Sao Tomé-et-Principe | 6   | 4 | 2 | 0 | 2 | 6  | 9  | -3   |

## T

### Taipei chinois

#### Confrontations
|   | Date            | Lieu                   | Match                                 | Score | Compétition  |
| 1 | 18 octobre 2006 | Taipei, Taipei chinois | Taipei chinois - Sao Tomé-et-Principe | 2-2   | Match amical |

#### Bilan
| Rang | Équipe               | Pts | J | G | N | P | Bp | Bc | Diff |
| ---- | -------------------- | --- | - | - | - | - | -- | -- | ---- |
| 1    | Sao Tomé-et-Principe | 1   | 1 | 0 | 1 | 0 | 2  | 2  | 0    |
| 1    | Taipei chinois       | 1   | 1 | 0 | 1 | 0 | 2  | 2  | 0    |

### Tchad

#### Confrontations
|   | Date             | Lieu              | Match                        | Score | Compétition                             |
| 1 | 29 juin 1976     | Libreville, Gabon | Tchad - Sao Tomé-et-Principe | 5-0   | Jeux d'Afrique centrale 1976 (Groupe A) |
| 2 | 10 novembre 1999 | Libreville, Gabon | Tchad - Sao Tomé-et-Principe | 5-0   | Coupe UNIFFAC des nations               |

#### Bilan
| Rang | Équipe               | Pts | J | G | N | P | Bp | Bc | Diff |
| ---- | -------------------- | --- | - | - | - | - | -- | -- | ---- |
| 1    | Tchad                | 6   | 2 | 2 | 0 | 0 | 10 | 0  | +10  |
| 2    | Sao Tomé-et-Principe | 0   | 2 | 0 | 0 | 2 | 0  | 10 | -10  |

### Togo

#### Confrontations
|   | Date         | Lieu              | Match                       | Score | Compétition                                                       |
| 1 | 2 août 1998  | Libreville, Gabon | Sao Tomé-et-Principe - Togo | 0-4   | Qualification pour la Coupe d'Afrique des nations 2000 (1er tour) |
| 2 | 18 août 1998 | Lomé, Togo        | Togo - Sao Tomé-et-Principe | 2-0   | Qualification pour la Coupe d'Afrique des nations 2000 (1er tour) |

#### Bilan
| Rang | Équipe               | Pts | J | G | N | P | Bp | Bc | Diff |
| ---- | -------------------- | --- | - | - | - | - | -- | -- | ---- |
| 1    | Togo                 | 6   | 2 | 2 | 0 | 0 | 6  | 0  | +6   |
| 2    | Sao Tomé-et-Principe | 0   | 2 | 0 | 0 | 2 | 0  | 6  | -6   |

| Equipe                    |    | Joués | Joués | Joués     | Victoires | Victoires | Victoires  | Défaites   | Défaites   | Défaites  | Partages  | Partages  | Partages | Buts marqués | Buts marqués | Buts marqués | Buts encaissés | Buts encaissés | Buts encaissés |
|                           |    | Dom.  | Ext.  | Neu.      | Dom.      | Ext.      | Neu.       | Dom.       | Ext.       | Neu.      | Dom.      | Ext.      | Neu.     | Dom.         | Ext.         | Neu.         | Dom.           | Ext.           | Neu.           |
| Angola                    |    | 1     | 0     | 0         | 0         | 0         | 0          | 0          | 0          | 0         | 1         | 0         | 0        | 1            | 0            | 0            | 1              | 0              | 0              |
| Congo                     |    | 1     | 1     | 2         | 0         | 0         | 0          | 1          | 0          | 2         | 0         | 1         | 0        | 0            | 1            | 0            | 5              | 1              | 12             |
| Gabon                     |    | 1     | 2     | 0         | 0         | 0         | 0          | 0          | 2          | 0         | 1         | 0         | 0        | 1            | 1            | 0            | 1              | 5              | 0              |
| Ghana                     |    | 1     | 0     | 0         | 0         | 0         | 0          | 1          | 0          | 0         | 0         | 0         | 0        | 0            | 0            | 0            | 1              | 0              | 0              |
| Guinée-Bissau             |    | 2     | 1     | 0         | 0         | 0         | 0          | 2          | 1          | 0         | 0         | 0         | 0        | 0            | 1            | 0            | 3              | 2              | 0              |
| Guinée équatoriale        |    | 0     | 1     | 1         | 0         | 0         | 1          | 0          | 1          | 0         | 0         | 0         | 0        | 0            | 1            | 2            | 0              | 3              | 0              |
| Ouganda                   |    | 0     | 1     | 0         | 0         | 0         | 0          | 0          | 1          | 0         | 0         | 0         | 0        | 0            | 1            | 0            | 0              | 3              | 0              |
| République centrafricaine |    | 0     | 0     | 2         | 0         | 0         | 0          | 0          | 0          | 2         | 0         | 0         | 0        | 0            | 0            | 1            | 0              | 0              | 5              |
| Sierra Leone              |    | 2     | 2     | 0         | 2         | 0         | 0          | 0          | 2          | 0         | 0         | 0         | 0        | 4            | 2            | 0            | 1              | 8              | 0              |
| Taipei chinois            |    | 0     | 1     | 0         | 0         | 0         | 0          | 0          | 0          | 0         | 0         | 1         | 0        | 0            | 2            | 0            | 0              | 2              | 0              |
| Tchad                     |    | 0     | 0     | 2         | 0         | 0         | 0          | 0          | 0          | 2         | 0         | 0         | 0        | 0            | 0            | 0            | 0              | 0              | 10             |
| Togo                      |    | 0     | 1     | 1         | 0         | 0         | 0          | 0          | 1          | 1         | 0         | 0         | 0        | 0            | 0            | 0            | 0              | 2              | 4              |
|                           |    |       |       |           |           |           |            |            |            |           |           |           |          |              |              |              |                |                |                |
| TOTAUX                    |    | 8     | 10    | 8         | 2         | 0         | 1          | 4          | 8          | 7         | 2         | 2         | 0        | 6            | 9            | 3            | 12             | 26             | 31             |
| TOTAUX                    | 26 | 26    | 26    | 3 (11.5%) | 3 (11.5%) | 3 (11.5%) | 19 (73.1%) | 19 (73.1%) | 19 (73.1%) | 4 (15.4%) | 4 (15.4%) | 4 (15.4%) | 18       | 18           | 18           | 69           | 69             | 69             |                |